# Zersenay Tadese
Zersenay Tadese (tigrinya: ዘርኢሰናይ ታደሰ) (Adi Bana, 8 de febrer de 1982) és un atleta eritreu especialista en competicions de fons. Actualment posseeix el rècord mundial de la mitja marató. El seu tercer lloc en els 10.000 metres als Jocs Olímpics d'Estiu de 2004, a Atenes, en feu el primer medallista olímpic de la història d'Eritrea, i la seva victòria als 20 km en el campionat mundial de llarga distància en carretera del 2006 en feu el primer atleta eritreu en ser campió mundial. Tadese no fa mai l'esprint final per guanyar una cursa, sinó que segueix una estratègia de combinar cursa eficient i velocitat.
Tadese fou la primera persona d'Eritrea a guanyar una medalla olímpica, bronze a Atenes 2004, tot just per darrere dels etíops Kenenisa Bekele i Sileshi Sihine. El 21 de juliol de 2007 guanyà la medalla d'or als 10.000 metres dels Jocs Panafricans d'Alger.
Al Campionat del Món d'atletisme fou sisè al Campionat de 2005 i quart al de 2007, sempre a la prova de deu mil metres. Al campionat del Món del 2009 a Berlín assolí la medalla d'argent.
Altres triomfs destacats són :
- 2005: Great North Run de Newcastle.
- 2006: Plata al Campionat del Món d'atletisme de camp a través per equips (Fukuoka).
- 2006: Mitja Marató de Rotterdam.
- 2006: Or al Campionat del Món d'atletisme en ruta (Debrecen).
- 2006: Segon a la Sant Silvestre Vallecana amb el mateix temps que el vencedor Eliud Kipchoge (rècord del món en ruta).[6]
- 2007: Or al Campionat del Món d'atletisme de camp a través (Mombasa).[7]
- 2007: Dam tot Damloop.
- 2007: Or al Campionat del Món d'atletisme en ruta (Udine).
- 2008: Or al Campionat del Món de Mitja Marató (Rio de Janeiro).